# Guayama (plaats)
Guayama is een plaats (zona urbana) in het Amerikaanse unincorporated territory Puerto Rico, en valt bestuurlijk gezien onder gemeente Guayama.

## Demografie
Bij de volkstelling in 2000 werd het aantal inwoners vastgesteld op 21.624.

## Geografie
Volgens het United States Census Bureau beslaat de plaats een oppervlakte van 8,0 km², geheel bestaande uit land. Guayama ligt op ongeveer 68 m boven zeeniveau.

## Plaatsen in de nabije omgeving
De onderstaande figuur toont nabijgelegen plaatsen in een straal van 28 km rond Guayama.